# Yangba, Gansu
Yangba är en köping i nordvästra Kina. Den ligger i Kang härad i staden Longnan i provinsen Gansu, omkring 380 kilometer sydost om provinshuvudstaden Lanzhou. Antalet invånare är 11 583. Befolkningen består av 5 462 kvinnor och 6 121 män. Barn under 15 år utgör 14,0 %, vuxna 15-64 år 76 %, och äldre över 65 år 9,0 %.